# Ephemera
Pour les articles homonymes, voir Ephemera (homonymie).
Genre
Ephemera est un genre d'insectes appartenant à l'ordre des éphéméroptères, à la famille des Ephemeridae.
Le genre Ephemera comprend 7 espèces en Europe :
- Ephemera danica
- Ephemera glaucops
- Ephemera hellenica
- Ephemera lineata
- Ephemera parnassiana
- Ephemera vulgata
- Ephemera zettana

L'espèce Ephemera lineata n'aurait pas été localisée en Europe pour l'instant.

## Caractéristiques physiques
Ces insectes sont identifiables grâce à :
- leur très grande taille
- la présence de trois cerques
- des marbrures sur l'abdomen
- des ailes variant du blanchâtre au jaune
- des veines alaires très marquées.